# Полиция Шотландии
Полиция Шотландии (англ. Police Scotland, гэльск. Poileas Alba), полное наименование Полицейская служба Шотландии (англ. Police Service of Scotland) — национальная служба правопорядка Шотландии, образованная в 2013 году. На территории, подотчетной Полиции Шотландии также осуществляют деятельность по охране правопорядка Британская транспортная полиция (англ. British transport police) и Служба столичной полиции (англ. Metropolitan police — в части исполнения функций охраны безопасности первых лиц Великобритании).

## История
Органы правопорядка в Шотландии являются старейшими во всей Великобритании. Самым старым полицейским подразделением Соединённого королевства является полиция Глазго, основанная в 1779 году. Испытывая финансовые затруднения с самого начала своей работы, за свою историю полицейская служба была дважды расформирована — в 1781 и 1790 годах. Однако, когда Акт о Полиции Глазго стал законом 30 июня 1800 года, орган правопорядка стал поддерживаться городским советом, таким образом сняв с повестки проблему финансирования.
Закон о Полиции (в Шотландии) от 1857 года обязал городские власти всех поселений в Шотландии создавать собственные полицейские службы, и уже к 1859 году в Шотландии насчитывалось 89 таких местных служб. Закон о Полиции 1919 года создал так называемую Федерацию Шотландской Полиции (англ. Scotland Police Federation), подтолкнув процесс создания на национальном уровне профессиональных ассоциаций, которые в дальнейшем стали лоббировать Хоум-офис на предмет укрупнения и централизации правоохранительных органов в целях эффективности и экономии средств.
Чрезвычайная ситуация времён Второй мировой войны позволила в послевоенный период провести очередной раунд централизации в соответствии с Законом о полиции (Шотландии) 1946 года.
В результате реформ, проводимых Правительством Шотландии в рамках процесса деволюции, 1 апреля 2013 года 8 территориальных полицейских управлений и Шотландского агентства по расследованию уголовных преступлений и контролю за оборотом наркотиков были объединены в единую Полицейскую службу Шотландии.

## Состав полиции Шотландии
Офицеров полиции — 17 436 человек.
Специальных констеблей — 1404 человека.
Вспомогательный персонал — 6168 человек.

## Структура Полиции Шотландии
Руководящий состав:

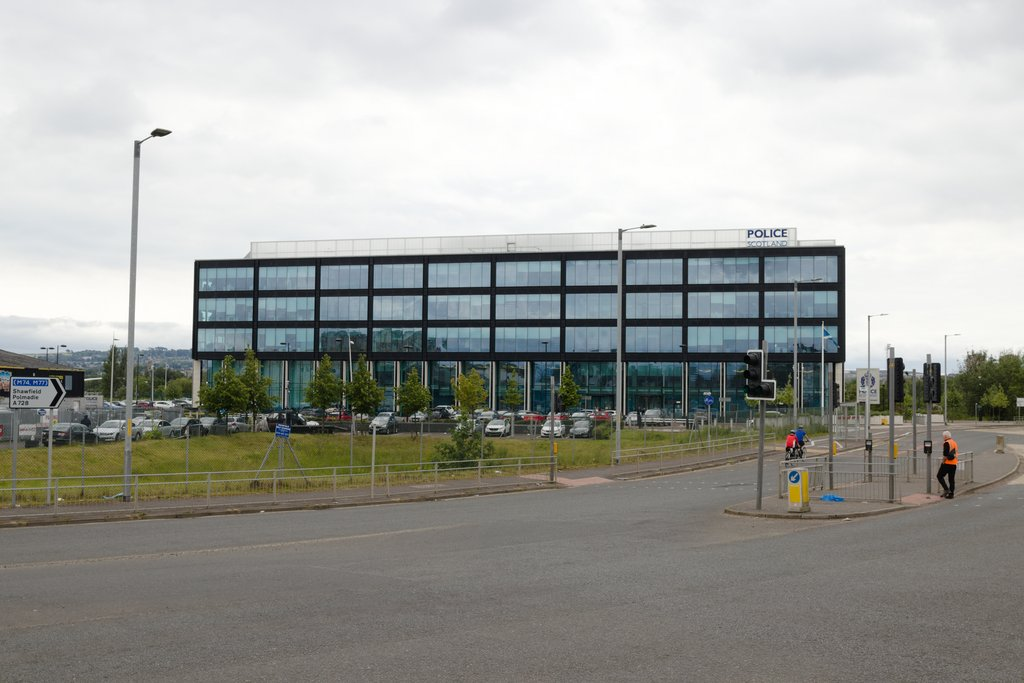
Административное здание Полиции Шотландии под Глазго

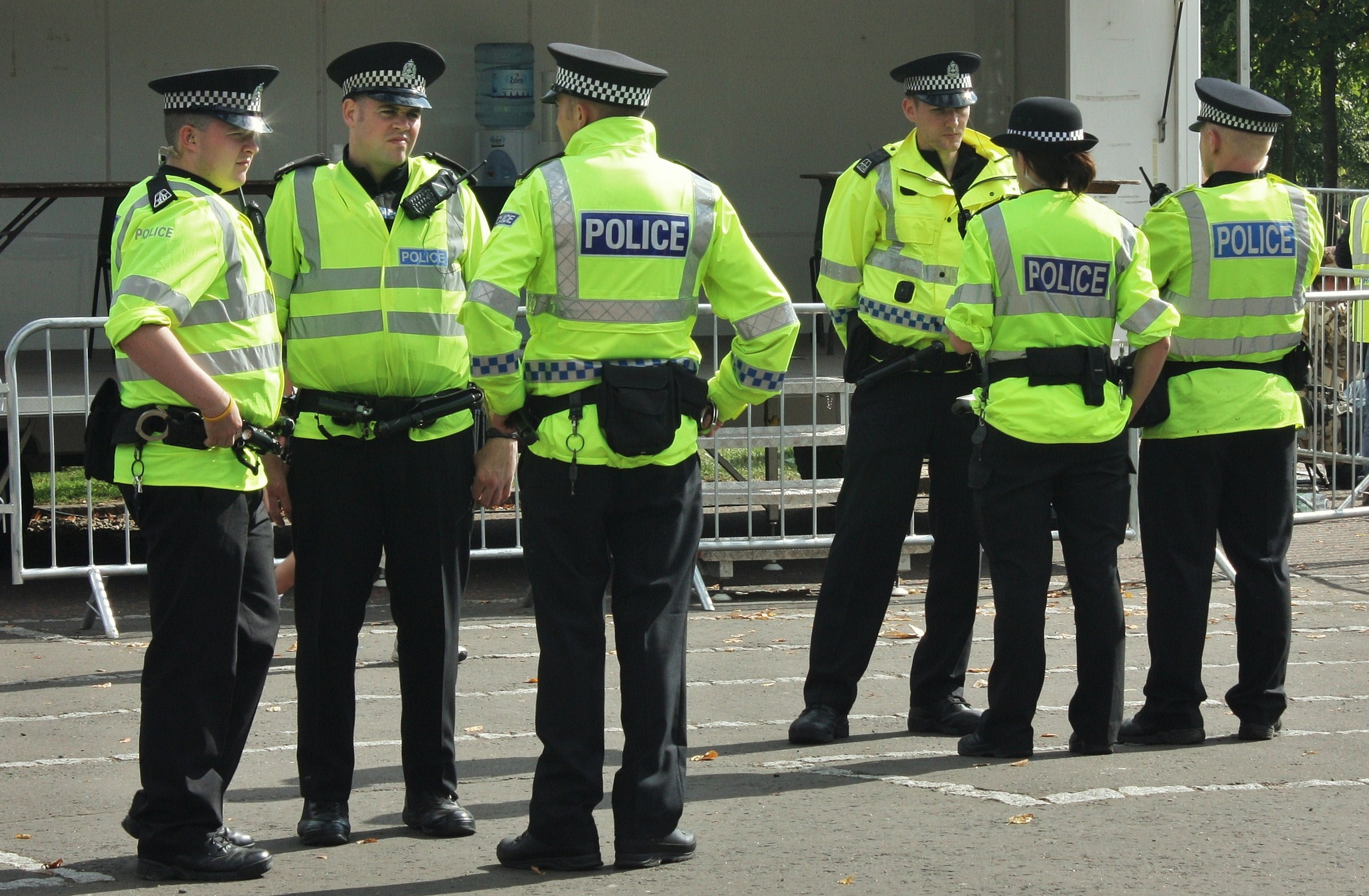
Полицейские Шотландии в Глазго

1. Первичный Руководящий орган — Правительство Шотландии (Секретарь по делам юстиции).
2. Вторичный Руководящий орган — Управление Полиции Шотландии (англ. Scottish Police Authority) — орган государственного управления, созданный в результате реформы полиции в 2013 году. В состав его входит от 11 до 15 человек, назначаемых правительством Шотландии сроком до 4-х лет. Управление отвечает перед Правительством и Парламентом Шотландии за развитие и поддержание национальной полицейской службы на должном уровне. В его функции входит:
  1.     - Подотчетность Правительству и Парламенту Шотландии;
    - Распределение ресурсов;
    - Требовать от Старшего Констебля (начальник полиции) исполнения всех обязанностей, в том числе и по оперативной деятельности;
    - Назначение старших офицеров;
    - Может запрашивать информацию и отчеты от Старшего Констебля, однако он в свою очередь может обратиться напрямую в Правительство с протестом, если эти запросы могут помешать оперативно-розыскной деятельности или помешать привлечению к ответственности преступника;
    - Подготовка и публикация ежегодных отчётов;
    - Отдельно от Старшего Констебля организовывать и руководить судебно-экспертной службой.
3. Третий уровень руководства — Инспекторат Констабулярии Её Величества в Шотландии (англ. HMICS), который осуществляет функции надсмотра.

- Старший Констебль
- Заместитель Старшего Констебля (Общий)
- Заместитель Старшего Констебля — Территориальная полиция
- Заместитель Старшего Констебля — Уголовная полиция и оперативная поддержка
- Заместитель Старшего Констебля — Игры Содружества и особо важные мероприятия
- Помощник Старшего Констебля — Тяжкие преступления и общественная безопасность
- Помощник Старшего Констебля — Оперативная поддержка
- Помощник Старшего Констебля — Организованная преступность и контр-терроризм
- Помощник Старшего Констебля — Полиция территории «Север»
- Помощник Старшего Констебля — Полиция территории «Восток»
- Помощник Старшего Констебля — Полиция территории «Запад»
- Директор департамента кадров
- Директор департамента финансов и ресурсов

## Территориальная полиция

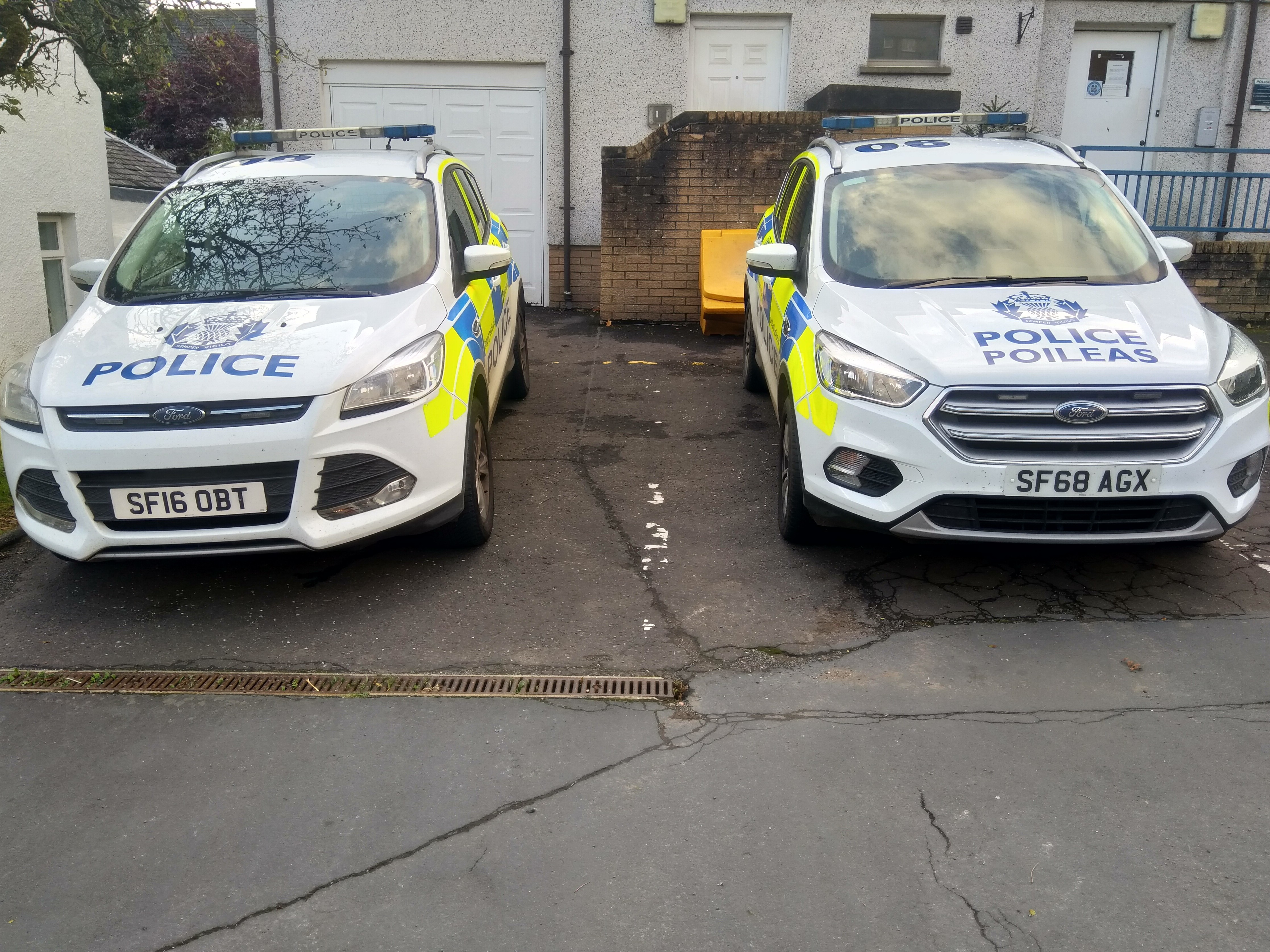
Патрульные машины Полиции Шотландии

Территория Шотландии разделена на 3 территории, а те, в свою очередь, на дивизионы:
1. Территория «Восток». 4 дивизиона
2. Территория «Запад». 6 дивизионов.
3. Территория «Север». 4 дивизиона.

Начальником дивизиона (Старший суперинтендант) может быть назначен полицейский, который прошел все ступени карьеры именно в этой части страны.
Деятельность территориальной полиции охватывает все 353 участка, в целом совпадающих с границами местных избирательных участков.

## Дивизион специалистов по борьбе с преступностью/Specialist Crime Division (SCD)

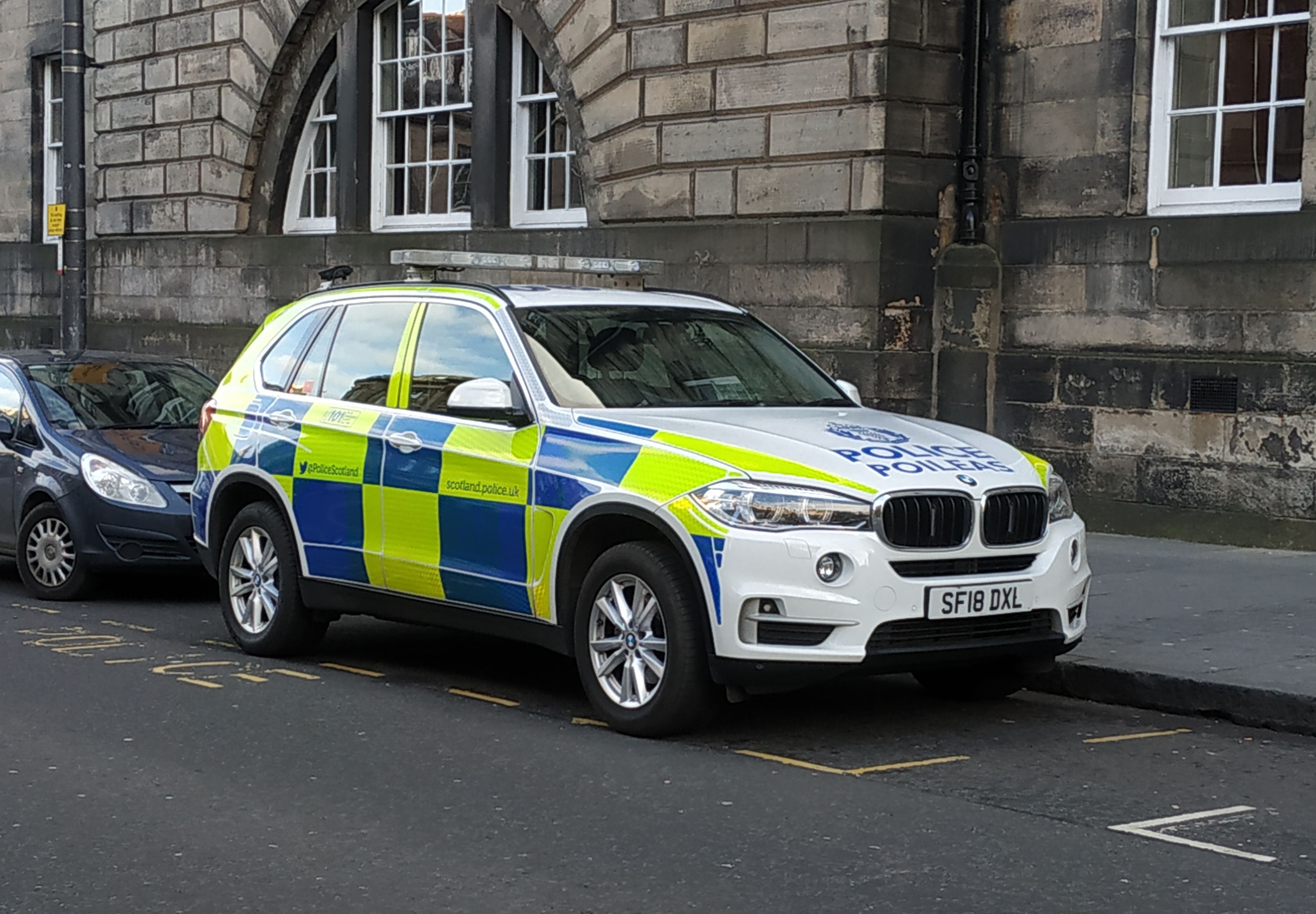
Машина полиции в Эдинбурге

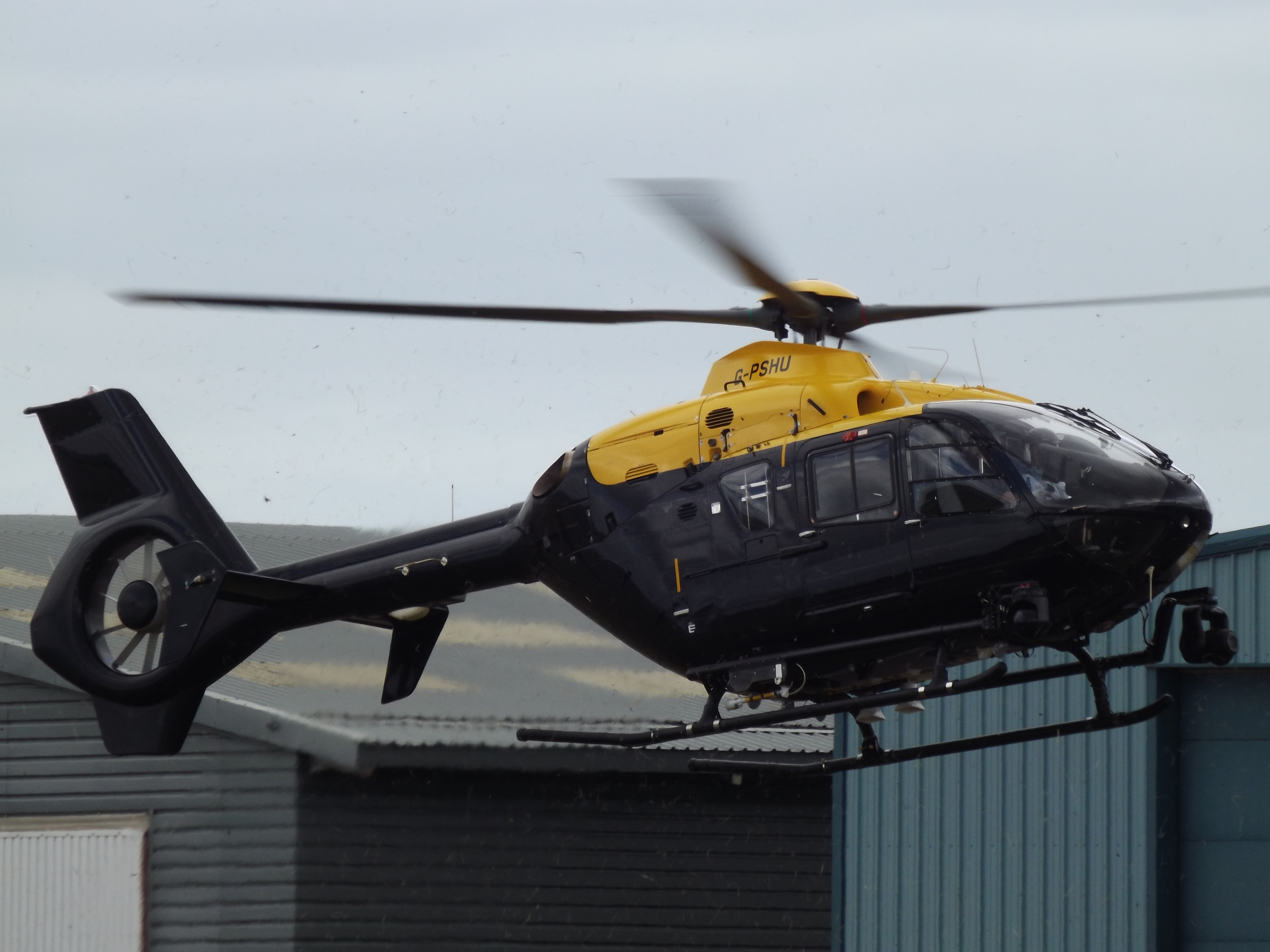
Вертолет Eurocopter EC-135 полиции Шотландии (Scotland Police Air Support Unit)

- Отдел по расследованию тяжких преступлений: В состав входят Группы расследования тяжких преступлений (англ. Major InvestigationTeams), которые рассредоточены по всей Шотландии и занимаются расследованием убийств, нераскрытых преступлений и т. д.
- Отдел по раскрытию преступлений на дивизионных территориях и общественной защиты: Обеспечивает управление сотрудниками SCD во всех 14 дивизионах территориальной полиции. Также включает в себя Специальную группу по раскрытию изнасилований и группу по борьбе с торговлей людьми.
- Отдел криминальной разведки (взаимодействует с Шотландской службой тюрем, англ. Scottish Prison Service)
- Отдел по борьбе с организованной преступностью и терроризмом
- Отдел по общественной безопасности и помощи жертвам преступлений
- Особый отдел: (неофициальное название) осуществляет сбор разведданных по терроризму, политическому экстремизму, а также осуществляет функции охраны особо важных лиц, первых лиц страны и представителей Правительства Шотландии в активном взаимодействии с британской контрразведкой (MI5).
- Отдел оперативной поддержки: дорожная полиция, вооруженный отряд, отряд воздушной поддержки, водолазно-морской отряд, подразделение полицейских собак, конный отряд и отряд горноспасателей.